# Ecstasy
Ecstasy es un mini-LP de la banda irlandesa de rock alternativo My Bloody Valentine, lanzado con una tirada de 3.000.000 copias en noviembre de 1987. Fue su último lanzamiento con el sello Lazy Records. Ecstasy entró en la lista británica de álbumes indie en diciembre de 1996, manteniéndose cuatro semanas y llegando al puesto número 12 de la misma.
Los contenido de este LP se combinaron después con las canciones de su anterior trabajo, Strawberry Wine, y se reeditó bajo el nombre de Ecstasy and Wine.

## Lista de canciones
- Todas las canciones compuestas por Kevin Shields excepto * de Shields/Colm Ó Cíosóig.

### Cara A
1. "She Loves You No Less" – 2:34
2. "The Things I Miss" – 2:56 *
3. "I Don't Need You" – 3:08
4. "(You're) Safe in Your Sleep (From This Girl)" – 2:31

### Cara B
1. "Clair" – 2:33 *
2. "You've Got Nothing" – 3:41
3. "(Please) Lose Yourself in Me" – 3:26 *

## Personal
- Kevin Shields — voz, guitarra
- Bilinda Butcher — voz, guitarra
- Colm Ó Cíosóig — batería
- Debbie Googe — bajo
- Nick Brown — violín en "Clair"
- My Bloody Valentine — producción
- Steve Nunn — ingeniero de sonido